# 朱幼𡐔
内丘恭僖王朱幼𡐔（1430年代—1517年），明朝瀋康王朱佶焞嫡六子，瀋简王朱模孙，明太祖曾孙。明朝第一代内丘王。

## 生平
正統八年（1443年）九月赐名。景泰四年（1453年）十一月，明代宗命遂安伯陳韶等為正使、郎中張用瀚等為副使，持節冊封朱幼𡐔為內丘王，西城兵馬副指揮龔政的女儿為內丘王妃。景泰五年（1454年）四月，給朱幼𡐔歲祿二千石，米鈔各半。
景泰六年（1455年）正月，朝廷应瀋、晋、秦王府各王之请求，赐朱幼𡐔及其兄长瀋世子朱幼㙾、三兄清源王朱幼㘧、四兄辽山王朱幼墏、七弟廣宗王朱幼𡊍、八弟唐山王朱幼墧、九弟永年王朱幼塨等大紅織金紵絲紗羅各一匹。二月，朝廷又賜朱幼𡐔夫妇等人儀杖等物。
景泰七年（1456年）十月，朱佶焞奏内丘王妃龔氏卒，瀋王府累次举办喪禮，費用浩繁，请求賜銀帛以为喪祭资费。代宗命令从当地官库給絹布各五十匹给朱佶焞，仍命中官諭祭有司營葬。
天顺二年（1458年）正月，賜朱幼𡐔、朱幼𡊍、朱幼墧、朱幼塨煤戶菜戶各二戶。十二月，因朱幼𡐔、朱幼𡊍、朱幼塨奏请，给校尉月糧。天顺四年（1460年）三月，給永年、內丘二王府校尉月糧。九月，明英宗遣成國公朱儀、定國公徐永寧、泰寧侯陳涇、廣平侯袁瑄、陳韶、惠安伯張琮為正使，吏科右給事中潘榮、戶科給事中楊壁、禮科給事中李木、兵科給事中楊瓚、刑科給事中趙忠、工科給事中黃甄為副使，持節冊封南城兵馬指揮趙興的女儿為內丘王繼妃。
正德四年（1509年）六月，瀋庄王朱幼㙾代朱幼𡐔上奏称亡弟朱幼𡊍無嗣，想让朱幼𡐔的孫子朱勛泓承祀。禮部覆議，明武宗命朱勛泓奉祀廣宗王府，仅授辅国将军，并认为此事烦渎，令巡按御史逮捕辅导官治罪。
正德十二年（1517年），朱幼𡐔去世。内丘长子朱诠鋷已经去世。嘉靖元年（1522年）十月，朱诠鋷的嫡长子朱勋漴受册袭封。

## 评价
- 《弇山堂别集》卷072：敬順事上，小心畏忌。

## 家庭

### 妻妾
- 王妃龚氏
- 继妃

### 子孙
- 嫡长子内丘长子追封内丘悼顺王朱诠鋷
  - 嫡长子内丘端靖王朱勋漴
- 第二子镇国将军朱诠銅，成化十八年（1482年）三月赐名，[16]弘治八年（1495年）十二月按制度赐誥命冠服
- 彭澤縣主，儀賓花桂，弘治八年（1495年）十二月按制度赐誥命冠服[17]

另有孙广宗国奉祀辅国将军朱勋泓。